# Lambley
Lambley is een civil parish in het bestuurlijke gebied Gedling, in het Engelse graafschap Nottinghamshire.